# N-629
La carretera nacional de Burgos a Santoña (N-629) es una vía terrestre localizada en España que discurre entre Colindres (Cantabria) y la N-232, cerca de Cereceda (Burgos). Cruza la cordillera Cantábrica por el puerto de Los Tornos (918 m s. n. m.), sirviendo para conectar Logroño con Laredo y Santander de manera alternativa al puerto del escudo y la AP-68

## Trazado
Discurre por las comunidades autónomas de Cantabria, País Vasco (Vizcaya) y Castilla y León (Burgos). 
En la provincia de Cantabria, desde su arranque en Colindres en su confluencia con la A-8, va a pasar por localidades como Limpias, Ampuero, Rasines y Ramales de la Victoria. Se introduce en la provincia de Vizcaya, pasando por Lanestosa, para pocos kilómetros después, volver a Cantabria y comenzar el largo trayecto que culminará en el puerto de Los Tornos, donde se sitúa el límite provincial con Burgos. 
Ya en la provincia burgalesa, pasa por Bercedo de Montija, Villasante, Revilla de Pienza, Quintanilla de Pienza, Medina de Pomar, Nofuentes, Trespaderne y termina en la N-232, entre Cereceda y Oña.
| Denominación | Dirección                                                                          | Carretera con la que enlaza               | Notas                                     |                                           |
| ------------ | ---------------------------------------------------------------------------------- | ----------------------------------------- | ----------------------------------------- | ----------------------------------------- |
| N-629        | Valdenoceda / Pto.del Escudo / Santander // Oña / Logroño                          | N-232                                     | Inicio N-629                              |                                           |
| N-629        | Tartalés de Cilla                                                                  |                                           |                                           |                                           |
| N-629        | Cillaperlata                                                                       | BU-V-5311                                 |                                           |                                           |
| N-629        | Inicio Travesía de TRESPADERNE                                                     | Inicio Travesía de TRESPADERNE            | Inicio Travesía de TRESPADERNE            | Inicio Travesía de TRESPADERNE            |
| N-629        | Frías / Miranda de Ebro / Bilbao                                                   | BU-530 BU-550                             | Travesía de TRESPADERNE                   |                                           |
| N-629        | Final Travesía de TRESPADERNE                                                      | Final Travesía de TRESPADERNE             | Final Travesía de TRESPADERNE             | Final Travesía de TRESPADERNE             |
| N-629        | Mijangos // Villapanillo                                                           |                                           |                                           |                                           |
| N-629        | Inicio Travesía de NOFUENTES                                                       | Inicio Travesía de NOFUENTES              | Inicio Travesía de NOFUENTES              | Inicio Travesía de NOFUENTES              |
| N-629        | Mijangos // Villapanillo                                                           |                                           | Travesía de NOFUENTES                     |                                           |
| N-629        | Villavedeo                                                                         |                                           | Travesía de NOFUENTES                     |                                           |
| N-629        | Urria                                                                              |                                           | Travesía de NOFUENTES                     |                                           |
| N-629        | Final Travesía de NOFUENTES                                                        | Final Travesía de NOFUENTES               | Final Travesía de NOFUENTES               | Final Travesía de NOFUENTES               |
| N-629        | Cebolleros                                                                         | BU-V-5401                                 |                                           |                                           |
| N-629        | Pradolomata                                                                        |                                           |                                           |                                           |
| N-629        | San Cristóbal de Almendrés                                                         | BU-V-5029                                 |                                           |                                           |
| N-629        | Inicio Travesía de MONEO                                                           | Inicio Travesía de MONEO                  | Inicio Travesía de MONEO                  | Inicio Travesía de MONEO                  |
| N-629        | Final Travesía de MONEO                                                            | Final Travesía de MONEO                   | Final Travesía de MONEO                   | Final Travesía de MONEO                   |
| N-629        | Bustillo de Villarcayo                                                             | BU-V-5403                                 |                                           |                                           |
| N-629        | Villacomparada                                                                     |                                           |                                           |                                           |
| N-629        | Inicio Travesía de MEDINA DE POMAR                                                 | Inicio Travesía de MEDINA DE POMAR        | Inicio Travesía de MEDINA DE POMAR        | Inicio Travesía de MEDINA DE POMAR        |
| N-629        | La Cerca                                                                           | BU-551                                    | Travesía de MEDINA DE POMAR               |                                           |
| N-629        | Villarcayo / Burgos                                                                | CL-628 CL-629                             | Travesía de MEDINA DE POMAR               |                                           |
| N-629        | Pomar                                                                              |                                           | Travesía de MEDINA DE POMAR               |                                           |
| N-629        | Final Travesía de MEDINA DE POMAR                                                  | Final Travesía de MEDINA DE POMAR         | Final Travesía de MEDINA DE POMAR         | Final Travesía de MEDINA DE POMAR         |
| N-629        | Villamezán                                                                         |                                           |                                           |                                           |
| N-629        | Santurde                                                                           |                                           |                                           |                                           |
| N-629        | Barriosuso / Bocos                                                                 | BU-V-5411                                 |                                           |                                           |
| N-629        | Inicio Travesía de QUINTANILLA DE PIENZA                                           | Inicio Travesía de QUINTANILLA DE PIENZA  | Inicio Travesía de QUINTANILLA DE PIENZA  | Inicio Travesía de QUINTANILLA DE PIENZA  |
| N-629        | Barcena de Pienza / Tabliega / La Cerca                                            | BU-V-5413 BU-V-5517                       | Travesía de QUINTANILLA DE PIENZA         |                                           |
| N-629        | Final Travesía de QUINTANILLA DE PIENZA                                            | Final Travesía de QUINTANILLA DE PIENZA   | Final Travesía de QUINTANILLA DE PIENZA   | Final Travesía de QUINTANILLA DE PIENZA   |
| N-629        | Inicio Travesía de REVILLA DE PIENZA                                               | Inicio Travesía de REVILLA DE PIENZA      | Inicio Travesía de REVILLA DE PIENZA      | Inicio Travesía de REVILLA DE PIENZA      |
| N-629        | Final Travesía de REVILLA DE PIENZA                                                | Final Travesía de REVILLA DE PIENZA       | Final Travesía de REVILLA DE PIENZA       | Final Travesía de REVILLA DE PIENZA       |
| N-629        | Inicio Travesía de BARCENILLAS DEL RIBERO                                          | Inicio Travesía de BARCENILLAS DEL RIBERO | Inicio Travesía de BARCENILLAS DEL RIBERO | Inicio Travesía de BARCENILLAS DEL RIBERO |
| N-629        | Final Travesía de BARCENILLAS DEL RIBERO                                           | Final Travesía de BARCENILLAS DEL RIBERO  | Final Travesía de BARCENILLAS DEL RIBERO  | Final Travesía de BARCENILLAS DEL RIBERO  |
| N-629        | Inicio Travesía de EL RIBERO                                                       | Inicio Travesía de EL RIBERO              | Inicio Travesía de EL RIBERO              | Inicio Travesía de EL RIBERO              |
| N-629        | Castrobarto / Berberana                                                            | BU-552                                    | Travesía de EL RIBERO                     |                                           |
| N-629        | Final Travesía de EL RIBERO                                                        | Final Travesía de EL RIBERO               | Final Travesía de EL RIBERO               | Final Travesía de EL RIBERO               |
| N-629        | Inicio Travesía de EL CRUCERO                                                      | Inicio Travesía de EL CRUCERO             | Inicio Travesía de EL CRUCERO             | Inicio Travesía de EL CRUCERO             |
| N-629 CL-629 | Espinosa de Los Monteros // Villarcayo / Burgos                                    | BU-542 CL-629                             | Travesía de EL CRUCERO                    |                                           |
| N-629 CL-629 | Final Travesía de EL CRUCERO                                                       | Final Travesía de EL CRUCERO              | Final Travesía de EL CRUCERO              | Final Travesía de EL CRUCERO              |
| N-629 CL-629 | Inicio Travesía de VILLASANTE                                                      | Inicio Travesía de VILLASANTE             | Inicio Travesía de VILLASANTE             | Inicio Travesía de VILLASANTE             |
| N-629 CL-629 | Final Travesía de VILLASANTE                                                       | Final Travesía de VILLASANTE              | Final Travesía de VILLASANTE              | Final Travesía de VILLASANTE              |
| N-629 CL-629 | Inicio Travesía de QUINTANILLA SOPEÑA                                              | Inicio Travesía de QUINTANILLA SOPEÑA     | Inicio Travesía de QUINTANILLA SOPEÑA     | Inicio Travesía de QUINTANILLA SOPEÑA     |
| N-629 CL-629 | Final Travesía de QUINTANILLA SOPEÑA                                               | Final Travesía de QUINTANILLA SOPEÑA      | Final Travesía de QUINTANILLA SOPEÑA      | Final Travesía de QUINTANILLA SOPEÑA      |
| N-629 CL-629 | Villasana de Mena / Bilbao                                                         | CL-629                                    | Solo desde dirección Burgos / Logroño     |                                           |
| N-629        | Valmaseda / Bilbao // B° estación de Bercedo // Espinosa de Los Monteros / Reinosa | BU-526                                    |                                           |                                           |
| N-629        | B° Estación de Bercedo                                                             |                                           |                                           |                                           |
| N-629        | Inicio Travesía de AGÜERA                                                          | Inicio Travesía de AGÜERA                 | Inicio Travesía de AGÜERA                 | Inicio Travesía de AGÜERA                 |
| N-629        | San Pelayo                                                                         | BU-V-5431                                 | Travesía de AGÜERA                        |                                           |
| N-629        | Final Travesía de AGÜERA                                                           | Final Travesía de AGÜERA                  | Final Travesía de AGÜERA                  | Final Travesía de AGÜERA                  |
| N-629        | L.P. BURGOS-CANTABRIA                                                              | L.P. BURGOS-CANTABRIA                     | L.P. BURGOS-CANTABRIA                     | L.P. BURGOS-CANTABRIA                     |
| N-629        | PUERTO DE LOS TORNOS 920 m.s.n.m                                                   | PUERTO DE LOS TORNOS 920 m.s.n.m          | PUERTO DE LOS TORNOS 920 m.s.n.m          | PUERTO DE LOS TORNOS 920 m.s.n.m          |
| N-629        | Fresnedo / Veguilla                                                                | CA-255                                    |                                           |                                           |
| N-629        | El Prado                                                                           |                                           |                                           |                                           |
| N-629        | Herada                                                                             | CA-660                                    |                                           |                                           |
| N-629        | L.P. CANTABRIA-VIZCAYA                                                             | L.P. CANTABRIA-VIZCAYA                    | L.P. CANTABRIA-VIZCAYA                    | L.P. CANTABRIA-VIZCAYA                    |
| N-629        | Inicio Travesía de LANESTOSA                                                       | Inicio Travesía de LANESTOSA              | Inicio Travesía de LANESTOSA              | Inicio Travesía de LANESTOSA              |
| N-629        | Karrantza / B° Concha                                                              | BI-3622                                   | Travesía de LANESTOSA                     |                                           |
| N-629        | Final Travesía de LANESTOSA                                                        | Final Travesía de LANESTOSA               | Final Travesía de LANESTOSA               | Final Travesía de LANESTOSA               |
| N-629        | L.P. VIZCAYA-CANTABRIA                                                             | L.P. VIZCAYA-CANTABRIA                    | L.P. VIZCAYA-CANTABRIA                    | L.P. VIZCAYA-CANTABRIA                    |
| N-629        | Veguilla / Valle de Soba                                                           | CA-256                                    |                                           |                                           |
| N-629        | Inicio Travesía de RAMALES DE LA VICTORIA                                          | Inicio Travesía de RAMALES DE LA VICTORIA | Inicio Travesía de RAMALES DE LA VICTORIA | Inicio Travesía de RAMALES DE LA VICTORIA |
| N-629        | Valle / Arredondo                                                                  | CA-261                                    | Travesía de RAMALES DE LA VICTORIA        |                                           |
| N-629        | Final Travesía de RAMALES DE LA VICTORIA                                           | Final Travesía de RAMALES DE LA VICTORIA  | Final Travesía de RAMALES DE LA VICTORIA  | Final Travesía de RAMALES DE LA VICTORIA  |
| N-629        | B° Cubillas                                                                        |                                           |                                           |                                           |
| N-629        | Carranza / Valle de Villaverde                                                     | CA-150                                    |                                           |                                           |
| N-629        | Gibaja                                                                             | N-629a                                    |                                           |                                           |
| N-629        | Gibaja                                                                             | N-629a                                    | Solo desde dirección Laredo / Santander   |                                           |
| N-629        | Rasines                                                                            | N-629a                                    |                                           |                                           |
| N-629        | Rasines / Ampuero                                                                  | N-629a                                    |                                           |                                           |
| N-629        | Ampuero / Limpias                                                                  | CA-502                                    |                                           |                                           |
| N-629        | Limpias                                                                            | N-629a                                    |                                           |                                           |
| N-629        | Laredo / Bilbao // Logroño                                                         | A-8 AP-68                                 |                                           |                                           |
| N-629        | Santander                                                                          | A-8                                       |                                           |                                           |
| N-629        | Inicio Travesía de COLINDRES                                                       | Inicio Travesía de COLINDRES              | Inicio Travesía de COLINDRES              | Inicio Travesía de COLINDRES              |
| N-629        | Laredo / Bilbao // Treto / Santander                                               | N-634                                     | Travesía de COLINDRES FINAL N-629         |                                           |

## Reforma
Los primeros estudios de rehabilitación de esta carretera para modificar su trazado actual datan del año 1989, teniendo un largo proceso que no llegó a un proyecto definitivo de reforma. Ya en 2008 comienzan las obras con un nuevo proyecto que suponía la reforma integral de 12 kilómetros en la vertiente cántabra, desde la localidad de Lanestosa hasta el límite con la provincia de Burgos. Esta reforma permitía la circulación segura de camiones de articulados por el puerto de Los Tornos, evitando los problemas en algunas curvas con radios muy cerrados y una calzada estrecha para el cruce simultáneo de vehículos. Las obras comenzaron con el movimiento de tierras y la construcción de algunas infraestructuras pero la crisis económica de 2008 obligaron al Ministerio de Fomento a paralizarlas sin fecha planeada para ser retomadas. No obstante, en 2022 empezaron procedimientos administrativos con el fin de reanudar las obras, aunque sin plazo confirmado y con la modificación del anterior proyecto.